# Мере-Лава
Мерелава (Мере-Лава) (англ. Merelava) — остров в группе островов Банкс в северном Вануату. Расположен в юго-восточной части рядом с островами Мота и Мериг, в 50 км от острова Гауа. Наивысшая точка — 883 м. Административно относится к провинции Торба. Известен также, как Стар-Айлэнд.

## Языки и население
Численность населения острова — 647 человек (2009). Все они говорят на языке австронезийской семьи, который называют по-местному мверлап или мерлав. Остров местные жители называют тем же словом. Термин же мерелава взят из языка их соседей, жителей острова Мота.